# La historia de la humanidad
La historia de la humanidad es una película de fantasía realizada en 1957. Está basada en la novela La historia de la humanidad (The Story of Mankind) de Hendrik Willem van Loon. Es especialmente conocida por su notable reparto, que incluye a muchas estrellas del Hollywood de la época, la mayoría en los últimos años de sus carreras. Así, por ejemplo, es la última película en la que participaron los Hermanos Marx, aunque aparecen por separado, o la última película de Ronald Colman.

## Reparto
- Ronald Colman como The Spirit of Man.
- Vincent Price como Diablo.
- Hedy Lamarr como Juana de Arco.
- Groucho Marx como Peter Minuit.
- Harpo Marx como Sir Isaac Newton.
- Chico Marx como monje.
- Virginia Mayo como Cleopatra.
- Agnes Moorehead como Isabel I de Inglaterra.
- Peter Lorre como Nerón.
- Charles Coburn como Hipócrates.
- Cedric Hardwicke como Gran juez.
- Cesar Romero como Enviado español.
- John Carradine como Keops.
- Dennis Hopper como Napoleón Bonaparte.
- Marie Wilson como María Antonieta.
- Helmut Dantine como Marco Antonio.
- Edward Everett Horton como Sir Walter Raleigh.
- Reginald Gardiner como William Shakespeare.
- Marie Windsor como Josefina de Beauharnais.
- George E. Stone como camarero.
- Cathy O'Donnell como Cristiana primitiva.
- Franklin Pangborn como Marqués de Varennes.
- Melville Cooper como Mayordomo.
- Henry Daniell como Obispo Cauchon.
- Francis X. Bushman como Moisés.
- Jim Ameche como Alexander Graham Bell.
- David Bond como Cristiano primitivo.
- Nick Cravat como Asistente del Diablo.
- Dani Crayne como Helena de Troya.
- Richard H. Cutting como Asistente del tribunal.
- Anthony Dexter como Cristóbal Colón.
- Toni Gerry como esposa.
- Austin Green como Abraham Lincoln.
- Eden Hartford como Laughing Water.
- Alexander Lockwood como Promotor.
- Melinda Marx como niña cristiana.
- Bart Mattson como hermano de Cleopatra.
- Don Megowan como hombre prehistórico.
- Marvin Miller como Armana.
- Nancy Miller como mujer prehistórica.
- Leonard Mudie como Inquisidor general.
- Burt Nelson como segundo hombre prehistórico.
- Tudor Owen como Secretario del Tribunal Supremo.
- Ziva Rodann como Concubina egipcia.
- Harry Ruby como Indio valiente.
- William Schallert como Earl de Warwick.
- Reginald Sheffield como Julio César.
- Abraham Sofaer como Jefe indio.
- Bobby Watson como Adolf Hitler.
- Sam Harris como Noble en la corte de la reina Isabel (sin acreditar).
- Angelo Rossitto como enano en la corte de Nerón (sin acreditar).
- Paul Zastupnevich como aprendiz (sin acreditar).